# Атык
Атык (баш. Әтек) — деревня в Туймазинском районе Республики Башкортостан Российской Федерации. Входит в состав Бишкураевского сельсовета. 
С 2005 современный статус. 

## География

### Географическое положение
Расстояние до:
- районного центра (Туймазы): 58 км,
- центра сельсовета (Бишкураево): 13 км,
- ближайшей ж/д станции (Кандры): 33 км.

## История
Деревня возникла после переписи 1920 года. В 1925 году упоминается артель Атык с 19 башкирскими дворами.
Название происходит от личного имени Әтек.
Статус деревня, сельского населённого пункта, посёлок получил согласно Закону Республики Башкортостан от 20 июля 2005 года N 211-з «О внесении изменений в административно-территориальное устройство Республики Башкортостан в связи с образованием, объединением, упразднением и изменением статуса населенных пунктов, переносом административных центров», ст.1:

6. Изменить статус следующих населенных пунктов, установив тип поселения — деревня:
45) в Туймазинском районе:…

а) поселка Атык Бишкураевского сельсовета

## Население
| 2002 | 2009 | 2010 |
| ---- | ---- | ---- |
| 36   | ↗39  | ↘37  |

Национальный состав
Согласно переписи 2002 года, преобладающие национальности — татары (67%), башкиры (33%).